# La llama sagrada
La llama sagrada (Keeper of the Flame) es una película estadounidense dirigida por George Cukor y estrenada en 1942. El guion de Donald Ogden Stewart adapta la novela homónima de I. A. R. Wylie y la protagonizan Spencer Tracy y Katharine Hepburn, a los que se vio juntos en un total de nueve películas. 

## Sinopsis
Un notable periodista quiere publicar un homenaje a un respetado y admirado patriota muerto en un accidente de coche. Hepburn es la viuda del hombre sobre el que Tracy quiere escribir.
El personaje muerto había sido corrompido por la adulación que recibió y planeó usar su enorme influencia para convertir a los estadounidenses en ideales fascistas y hacerse con el control de Estados Unidos.

## Reparto
- Spencer Tracy como Steven O'Malley.
- Katharine Hepburn como Christine Forrest.
- Richard Whorf como Clive Kerndon.
- Margaret Wycherly como Mrs. Forrest
- Forrest Tucker como Geoffrey Midford.
- Frank Craven como Doctor Fielding.
- Stephen McNally como Freddie Ridges.
- Percy Kilbride como Orion Peabody.
- Audrey Christie como Jane Harding.
- Darryl Hickman como Jeb Rickards.
- Donald Meek como Mr. Arbuthnot.
- Howard Da Silva como Jason Rickards.
- William Newell como Piggot.